# فرودگاه اگوس کلیرا
فرودگاه اگوس کلیرا (به انگلیسی: Aguas Claras Airport) (به زبان بومی: Aeropuerto Aguas Claras) یک فرودگاه همگانی مسافربری با کد یاتا OCV است که یک باند فرود آسفالت دارد و طول باند آن ۱۲۰۰ متر است. این فرودگاه در کشور کلمبیا قرار دارد و در ارتفاع ۱۱۷۳ متری از سطح دریا واقع شده‌است.